# Aubigny (Somma)
Aubigny – miejscowość i gmina we Francji, w regionie Hauts-de-France, w departamencie Somma.
Według danych na rok 2011 gminę zamieszkiwały 473 osoby, a gęstość zaludnienia wynosiła 48 osób/km² (wśród 2293 gmin Pikardii Aubigny plasuje się na 508. miejscu pod względem liczby ludności, natomiast pod względem powierzchni na miejscu 469.).